# Lucgarier
Lucgarier település Franciaországban, Pyrénées-Atlantiques megyében. Lakosainak száma 265 fő (2022. január 1.). Lucgarier Beuste, Bordères, Espoey, Gomer, Hours és Lagos községekkel határos.

## Népesség
A település népességének változása:
| Lakosok száma | 267  | 258  | 256  | 251  | 248  | 251  | 249  | 257  | 265  |
|               | 2013 | 2015 | 2016 | 2017 | 2018 | 2019 | 2020 | 2021 | 2022 |